# Stylurus amicus
Stylurus amicus är en trollsländeart som först beskrevs av James George Needham 1930.  Stylurus amicus ingår i släktet Stylurus och familjen flodtrollsländor. Inga underarter finns listade i Catalogue of Life.